# Milà-Sanremo 2010
La Milà-Sanremo 2010 fou l'edició número 101 d'aquesta tradicional clàssica ciclista de primavera. La cursa es disputà el dissabte 20 de març de 2010, sent el vencedor final l'espanyol Óscar Freire, per davant del belga Tom Boonen i l'italià Alessandro Petacchi.
L'edició comptà amb un recorregut de 298 km, el mateix que en les dues edicions anteriors.

## Equips participants
L'organitzador RCS Sport comunica la llista d'equips convidats el 9 de febrer de 2010, al mateix temps que per la Monte Paschi Strade Bianche i la Tirrena-Adriàtica. 25 equips participaran en la Milà-Sanremo: 17 equips ProTour i 8 equips continentals professionals
- equips ProTour: AG2R La Mondiale, Astana Qazaqstan Team, Caisse d'Epargne, Euskaltel-Euskadi, Garmin-Transitions, La Française des Jeux, Lampre-Farnese Vini, Liquigas-Doimo, Omega Pharma-Lotto, Quick Step, Rabobank ProTeam, Team Sky, Team HTC-Columbia, Team Katusha, Team Milram, Team RadioShack, Team Saxo Bank
- equips continentals: Acqua & Sapone, Androni Giocattoli, BBox Bouygues Telecom, BMC Racing Team, Carmiooro-NGC, Cervélo TestTeam, Colnago-CSF Inox, ISD-Neri

De tots els equips ProTour sols el Footon-Servetto no és convidat.

## La cursa
Tres ciclistes s'escapen al km 3: Diego Caccia, Fabrice Piemontesi i Daniele Ratto, els quals arriben a tenir fins a 21' 40" al km 35. Durant l'ascensió al Turchino el gran grup es divideix en dos, un primer grup amb 81 ciclistes i un segon amb 113 per l'intens ritme imposat al capdavant que farà que ràpidament vegin reduïda la diferència els escapats, fins a ser reduïts a manca de 80 km.
Abans de començar l'ascens a Cipressa el gran grup està nerviós, amb tots els favorits ben posicionats, a excepció de Mark Cavendish, vencedor de l'edició passada. Durant l'ascensió set corredors, entre ells Damiano Cunego, fugen del gran grup. En el descens Yoann Ofredo queda sol al capdavant amb 20" respecte al grup dels favorits, format per sols 30 homes.
Ofredo comença a pujar el Poggio, però és agafat a 8 km per a l'arribada per un grup liderat per Stefano Garzelli i en què hi havia cinc grans esprínters: Tom Boonen, Alessandro Petacchi, Daniele Bennati, Thor Hushovd i Óscar Freire. Tot i els intents de Garzelli de deixar-los enrere això no fou possible i coronaren el Poggio agrupats. En el descens ho intenten Vincenzo Nibali i Filippo Pozzato, però són agafats a manca de tan sols 1,3 km. La cursa es decidí a l'esprint sent guanyat clarament per Óscar Freire.

## Classificació final
|    | Ciclista            | Equip                 | Temps      |
| -- | ------------------- | --------------------- | ---------- |
| 1  | Óscar Freire        | Rabobank ProTeam      | 6h 57' 28" |
| 2  | Tom Boonen          | Quick Step            | m. t.      |
| 3  | Alessandro Petacchi | Lampre-Farnese Vini   | m. t.      |
| 4  | Sacha Modolo        | Colnago-CSF Inox      | m. t.      |
| 5  | Daniele Bennati     | Liquigas-Doimo        | m. t.      |
| 6  | Thor Hushovd        | Cervélo Test Team     | m. t.      |
| 7  | Francesco Ginanni   | Androni Giocattoli    | m. t.      |
| 8  | Maksim Iglinski     | Astana Qazaqstan Team | m. t.      |
| 9  | Philippe Gilbert    | Omega Pharma-Lotto    | m. t.      |
| 10 | Luca Paolini        | Acqua & Sapone        | m. t.      |

## Punts UCI
| #  | Ciclista            | Equip | Punts |
| -- | ------------------- | ----- | ----- |
| 1  | Óscar Freire        | RAB   | 100   |
| 2  | Tom Boonen          | QST   | 80    |
| 3  | Alessandro Petacchi | LAM   | 70    |
| 4  | Sacha Modolo        | CSF   | 60    |
| 5  | Daniele Bennati     | LIQ   | 50    |
| 6  | Thor Hushovd        | CTT   | 40    |
| 7  | Francesco Ginanni   | AND   | 30    |
| 8  | Maksim Iglinski     | AST   | 20    |
| 9  | Philippe Gilbert    | OLO   | 10    |
| 10 | Luca Paolini        | ASA   | 4     |

| #  | Equip                 | Punts |
| -- | --------------------- | ----- |
| 1  | Rabobank ProTeam      | 100   |
| 2  | Quick Step            | 80    |
| 3  | Lampre-Farnese Vini   | 70    |
| 4  | Colnago-CSF Inox      | 60    |
| 5  | Liquigas-Doimo        | 50    |
| 6  | Cervélo TestTeam      | 40    |
| 7  | Androni Giocattoli    | 30    |
| 8  | Astana Qazaqstan Team | 20    |
| 9  | Omega Pharma-Lotto    | 10    |
| 10 | Acqua & Sapone        | 4     |

| # | País       | Punts |
| - | ---------- | ----- |
| 1 | Itàlia     | 214   |
| 2 | Espanya    | 100   |
| 3 | Bèlgica    | 90    |
| 4 | Noruega    | 40    |
| 5 | Kazakhstan | 20    |